# Italiaans-Taiwanese betrekkingen
De Italiaans-Taiwanese betrekkingen tussen Italië en de Republiek China (Taiwan) zijn een onderdeel van de Chinees-Italiaanse betrekkingen. Sinds Italië op 6 november 1970 de Volksrepubliek China erkende, onderhoudt Italië op basis van het Eén-China-beginsel informele betrekkingen met Taiwan. Taiwan behoorde tijdens de Tweede Wereldoorlog tot het Japanse Keizerrijk en was via Japan net als Italië lid van de Asmogendheden.

## Handelsverbindingen
Ondanks het ontbreken van diplomatieke betrekkingen, bedroegen de handelsbetrekkingen tussen Italië en Taiwan in 2014 4,13 miljard dollar. Daarmee is Italië de vijfde grootste handelspartner van Taiwan in Europa. Ongeveer 40 Taiwanese bedrijven hadden in 2011 investeringen in Italië ter waarde van 322 miljoen dollar. In 2015 heeft de Kamer van Afgevaardigden, het lagerhuis van het Italiaanse parlement, een wetsvoorstel aangenomen om dubbele belastingheffing met Taiwan te voorkomen. In 2016 werd hierover een overeenkomst gesloten.

## Vertegenwoordigingen

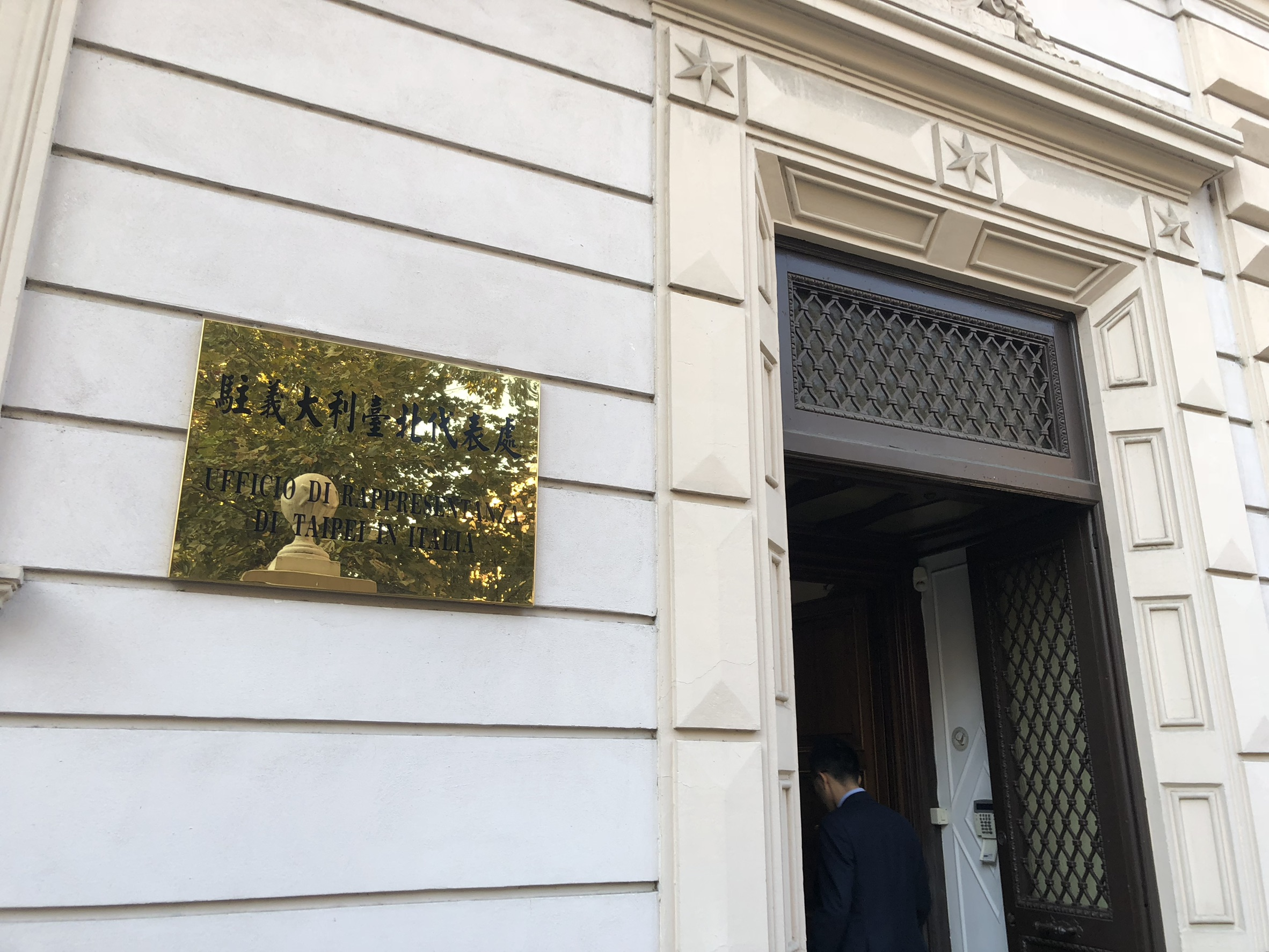
Vertegenwoordigingskantoor Taipei in Italië

Taiwan wordt vertegenwoordigd door het "Taipei Representative Office in Italy" in Rome. Deze bevoegdheid geldt ook voor San Marino, Malta, Albanië en Noord-Macedonië. Deze werd in 1990 opgericht als Associazione Economica e Culturale di Taipei, voordat ze in 1996 haar huidige naam aannam.
Een andere organisatie, gevestigd in Milaan, bekend als Centro Commerciale Per L'Estremo Oriente, was eerder, begin jaren zeventig, opgericht als handelskantoor. Dit staat nu bekend als het "Taiwan Trade Center" en wordt beheerd door de Taiwanese Raad voor Buitenlandse Handelsbevordering.
Italië wordt eveneens vertegenwoordigd door het Italiaanse Bureau voor Economische, Handels- en Cultuurbevordering. In zijn huidige vorm werd het in 1995 opgericht. Het werd oorspronkelijk in 1989 opgericht als het "Italiaanse Handels- en Economische Centrum". De regelingen voor de opening van het kantoor werden getroffen via San Shin Trading Ltd., de lokale agent voor Fiat-auto's in Taiwan.
In 1992 werd de naam van het bureau gewijzigd in "Italiaans Bureau voor Handelsbevordering". In dat jaar begon men ook met het verstrekken van visa. Voorheen werden visumaanvragen doorgestuurd naar het Italiaanse Consulaat-Generaal in Hongkong. In tegenstelling tot andere landen heeft Italië tijdens de SARS-crisis in 2003 geen reisbeperkingen of quarantaine opgelegd aan toeristen uit Taiwan. Het Italiaanse Bureau voor Economische, Handels- en Cultuurbevordering bleef gewoon visa verstrekken.

## Geschiedenis
Tijdens de Japanse overheersing van Taiwan onderhielden Japan en Italië diplomatieke betrekkingen.
Tot 1970 werd Taiwan, als Republiek China, vertegenwoordigd door een ambassade in Rome en een consulaat-generaal in Milaan. Dit stond los van de Ambassade van de Republiek China bij de Heilige Stoel, die weliswaar op Italiaans grondgebied gevestigd is, maar geaccrediteerd blijft bij Vaticaanstad. Dit leidde in 1989 tot verwarring na de protesten op het Tiananmenplein in Peking, toen Italianen voor de ambassade protesteerden omdat ze dachten dat het de ambassade van de Volksrepubliek China was.
In 2005 kreeg de toenmalige president Chen Shui-bian toestemming om Italië binnen te komen om de begrafenis van paus Johannes Paulus II bij te wonen. Hij reisde met een chartervlucht van China Airlines.
China Airlines begon in 1995 met vluchten tussen Taipei en Rome. Sinds 2003 werd dit een codesharedienst met Alitalia.
In 2014 besloot Taiwan niet deel te nemen aan de Expo 2015 in Milaan, nadat de Italiaanse overheid voorstelde dat Taiwan zich zou presenteren als een rechtspersoon in plaats van als een land.
In 2020 doneerde Taiwan apparatuur en benodigdheden aan Italië als onderdeel van zijn medische diplomatie als reactie op de COVID-19-pandemie. De gedoneerde apparatuur omvatte 15 beademingsapparaten die in april 2020 werden gedoneerd aan ziekenhuizen in de zwaar getroffen regio Lombardije.